# Acrosalenia hemicidaroides
Perisalenia hemicidaroides
Espèce
Acrosalenia hemicidaroides est une espèce éteinte d'oursins de la famille des Acrosaleniidae (ordre des Salenioida).

## Systématique
Le WoRMS considère Acrosalenia hemicidaroides comme un taxon non valide et classe cette espèce dans le genre Perisalenia sous le nom de Perisalenia hemicidaroides.

## Description
Ce sont des oursins de forme sub-hémisphérique, avec la bouche au centre de la face orale et l'anus au sommet. Ils étaient pourvus de longues radioles robustes. Ce sont cependant des oursins de forme asymétrique, pourvus d'un avant et d'un arrière : le périprocte, s'il est en position apicale, est cependant légèrement déporté antérieurement.

## Période
Cette famille a vécu au Jurassique, et se retrouve en France à l'étage Bathonien.

## Liste des variétés
Selon World Register of Marine Species (29 avril 2021) :
- variété † Perisalenia hemicidaroides var. lenoiri Vadet, 2005